# 八木進
八木 進（やぎ すすむ、1924年9月17日 -1945年8月15日）は、カロリン諸島ポナペ島出身のプロ野球選手。ポジションは捕手。

## 来歴・人物
カロリン諸島ポナペ島出身（当時は日本の委任統治領だった）。島で働く父親を残し、日本（横浜）で生活した。関東学院中（現・関東学院中学校高等学校）在学中は、甲子園出場こそ無いものの、飯田徳治（浅野綜合中），小松原博喜（横浜商業）と並んで、横浜中等球界の三羽烏
と呼ばれていた。身長は五尺八寸五分（177cm）と当時としては大柄だったと伝わる。
1942年に南海軍へ入団。主力選手が次々と応召されていく中、正捕手としてチームを支えた（南海ホークス戦前最後の正捕手と呼ばれている）。別所昭が1943年5月26日の大和軍戦（神戸市民運動場野球場）でノーヒットノーランを達成した時、マスクを被っていたのが八木だった。
1944年に全35試合出場を果たすが、同年シーズン終了後に応召され、北支で戦死した（没年月日、死没場所は不明）。享年20。東京ドーム敷地内にある鎮魂の碑に、彼の名前が刻まれている。
正捕手として認められながらも、わずか2年のプロ活動であった。
辛口評論で知られた、野球評論家の大井廣介が自著で、「おとなしいがうまい捕手だった」と八木を評価している。

## 詳細情報

### 年度別打撃成績
| 年 度     | 球 団         | 試 合 | 打 席 | 打 数 | 得 点 | 安 打 | 二 塁 打 | 三 塁 打 | 本 塁 打 | 塁 打 | 打 点 | 盗 塁 | 盗 塁 死 | 犠 打 | 犠 飛 | 四 球 | 敬 遠 | 死 球 | 三 振 | 併 殺 打 | 打 率 | 出 塁 率 | 長 打 率 | O P S |
| --------- | ------------- | ----- | ----- | ----- | ----- | ----- | -------- | -------- | -------- | ----- | ----- | ----- | -------- | ----- | ----- | ----- | ----- | ----- | ----- | -------- | ----- | -------- | -------- | ----- |
| 1942      | 南海 近畿日本 | 79    | 238   | 210   | 6     | 31    | 3        | 0        | 0        | 34    | 4     | 2     | 2        | 4     | --    | 23    | --    | 1     | 33    | --       | .148  | .235     | .162     | .397  |
| 1943      | 南海 近畿日本 | 62    | 242   | 218   | 14    | 32    | 3        | 1        | 0        | 37    | 8     | 0     | 1        | 5     | --    | 19    | --    | 0     | 18    | --       | .147  | .215     | .170     | .385  |
| 1944      | 南海 近畿日本 | 35    | 144   | 118   | 8     | 25    | 1        | 0        | 1        | 29    | 7     | 1     | 3        | 4     | --    | 22    | --    | 0     | 4     | --       | .212  | .336     | .246     | .582  |
| 通算：3年 | 通算：3年     | 176   | 624   | 546   | 28    | 88    | 7        | 1        | 1        | 100   | 19    | 3     | 6        | 13    | --    | 64    | --    | 1     | 55    | --       | .161  | .250     | .183     | .433  |

- 各年度の太字はリーグ最高
- 南海（南海軍）は、1944年6月1日より近畿日本（近畿日本軍）に球団名を変更

### 背番号
- 25 （1942年 - 1943年）[10]
- 1944年は全球団で背番号制度を廃止。